# David Allan (Maler)

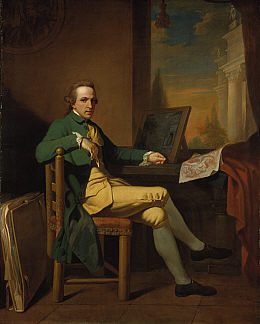
Selbstporträt

David Allan (* 13. Februar 1744 in Alloa; † 6. August 1796 in Edinburgh) war ein schottischer Maler.

## Biographie
David Allan erlernte die Kunst der Malerei bei Gavin Hamilton in Rom von 1764 bis 1767. Bis zum Jahr 1777 war er in Italien tätig, danach war er bis 1780 in London tätig. Von 1780 bis zu seinem Tod im Jahr 1796 arbeitete er in Edinburgh.
Neben Bildnissen schuf er auch Genrebilder. Die Genrebilder, die das schottische Volksleben abbildeten, stellten eine neue Kunstgattung dar und inspirierten den schottischen Maler David Wilkie in seinem Schaffen.

## Werke (Auswahl)

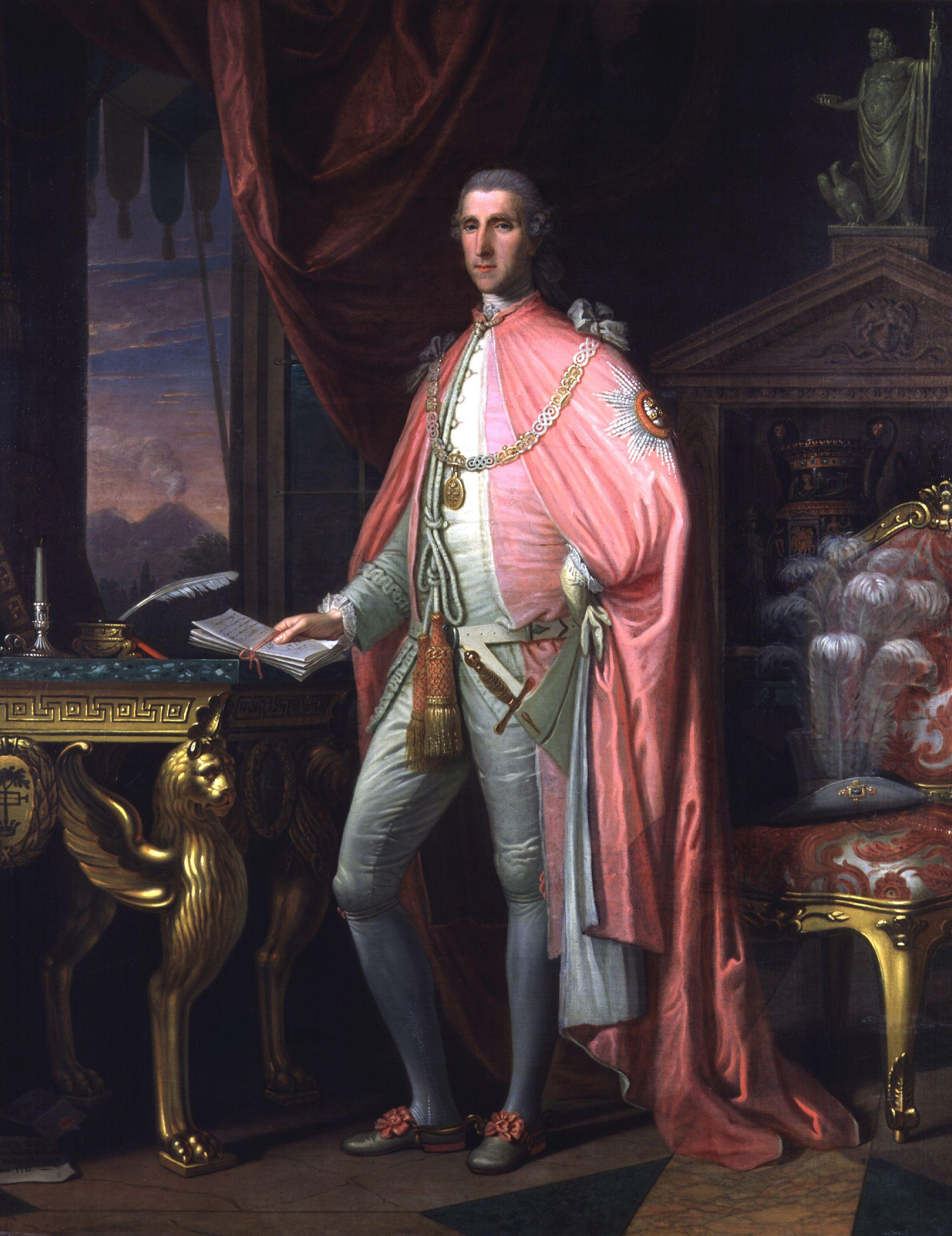
Sir William Hamilton
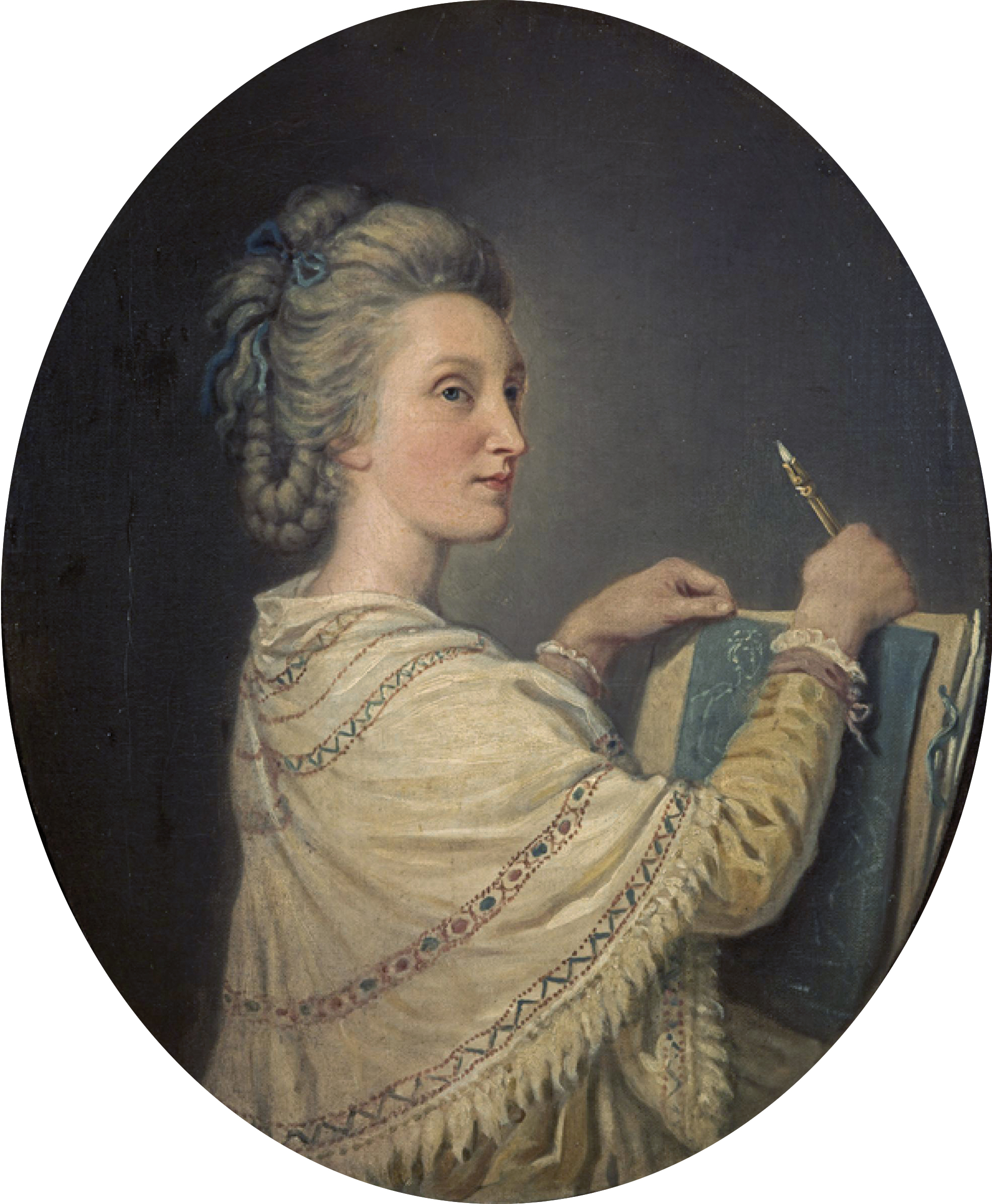
Anne Forbes
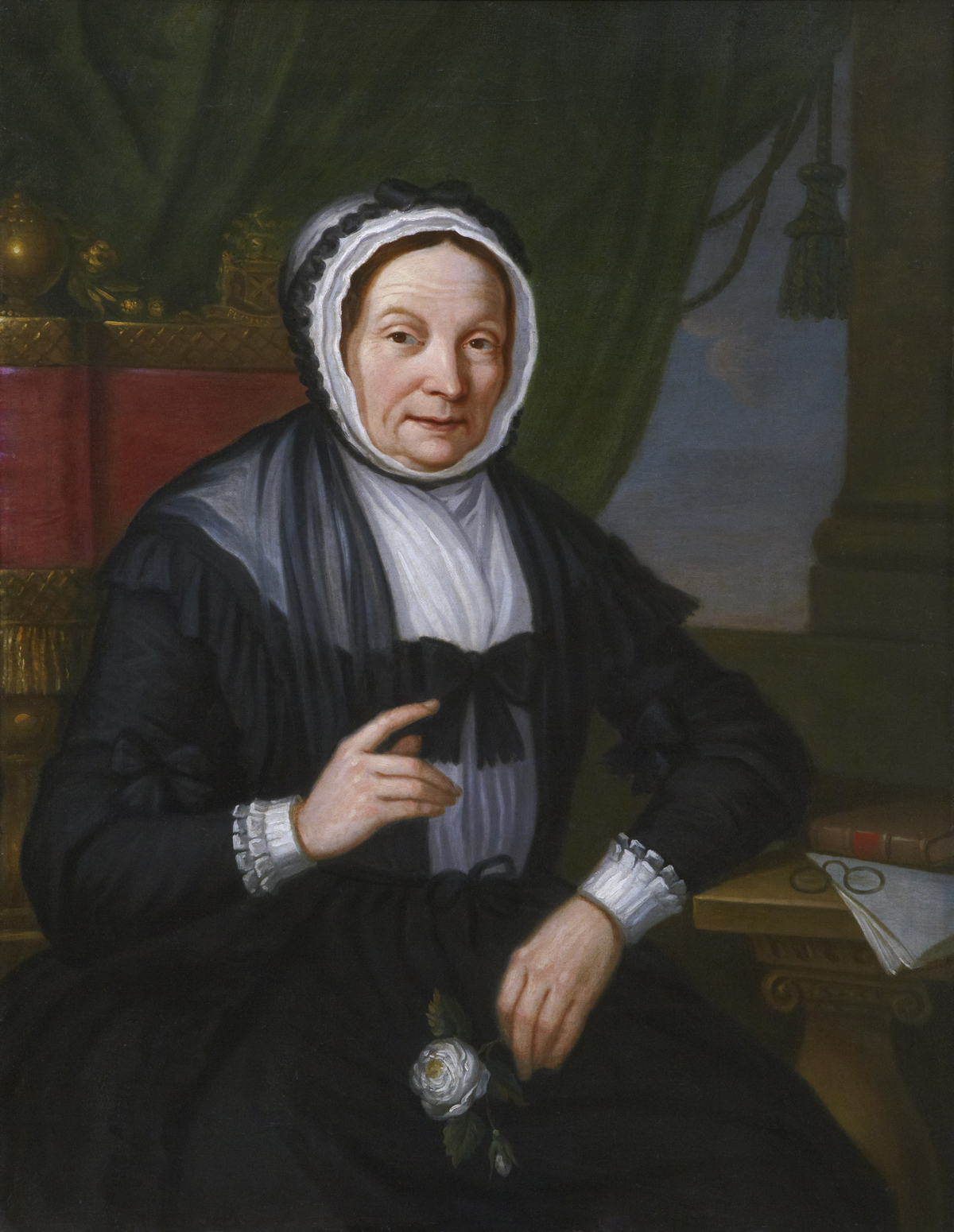
Catherine Bruce of Clackmannan
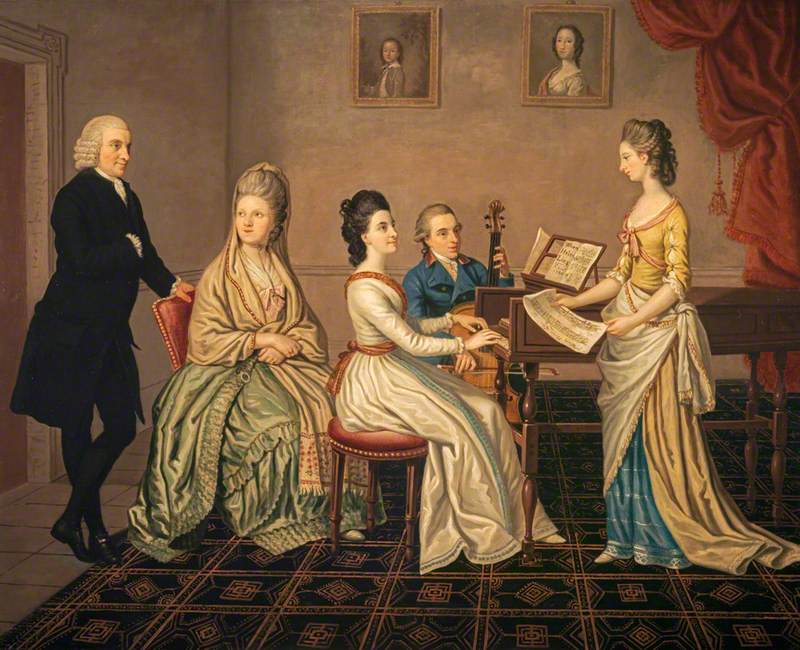
James Erskine, Lord Alva und seine Familie
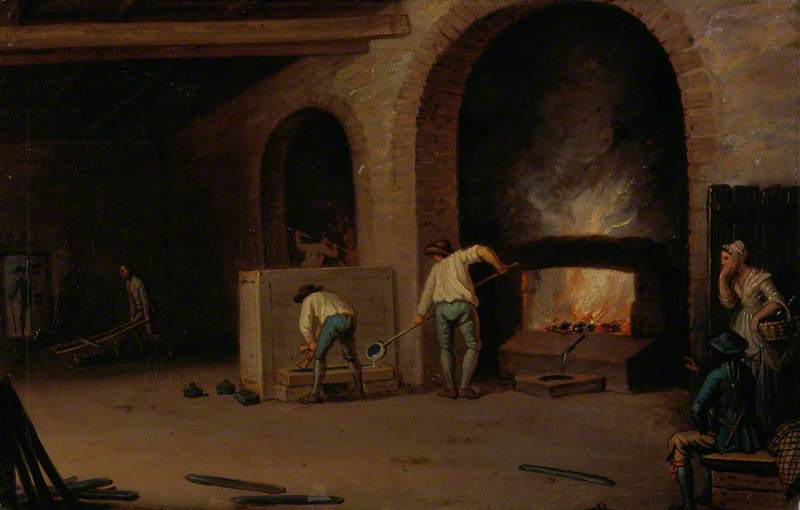
Erzschmelzung
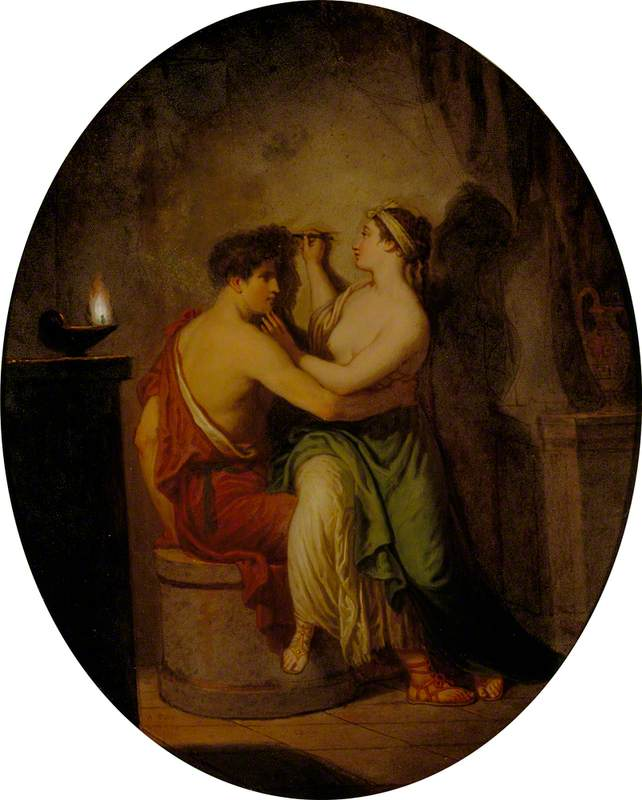
Der Ursprung der Malerei

Seine Werke sind unter anderem in der Nationalgalerie Schottlands ausgestellt.